# ۳۰۰۱: ادیسه نهایی
۳۰۰۱: ادیسه نهایی نام رُمانی در گونهٔ علمی-تخیلی است که در سال ۱۹۹۷ (میلادی) به قلم آرتور سی. کلارک نگاشته شد و بخش چهارم و پایانی مجموعهٔ ادیسه فضایی است.

## دنباله‌ها
- ۲۰۰۱: ادیسه فضایی
- ۲۰۱۰: ادیسه دو
- ۲۰۶۱: ادیسه سه
- ۳۰۰۱: ادیسه نهایی